# TinkerBell und die Piratenfee
TinkerBell und die Piratenfee ist ein computeranimierter Fantasyfilm von Disney, der unter der Regie von Peggy Holmes am 12. Juni 2014 in die deutschen Kinos kam. Der Film spielt wieder in Nimmerland, der Welt Peter Pans. Die Talente der sechs Feen, um die sich der Film dreht, werden plötzlich vertauscht und sie geraten in eine spannende Jagd durch die Meere von Nimmerland.

## Handlung
Die Feenglanzverwalterin namens Zarina stiehlt den wichtigen Feenstaub aus dem Tal der Feen und fliegt fort, um sich mit den Skull Rock Piraten, deren Anführer Captain Hook ist, zu verbünden. TinkerBell und ihre Freunde müssen nun den Feenstaub zurück an seinen rechtmäßigen Platz bringen. Doch während ihrer Jagd auf Zarina wird ihre Welt plötzlich auf den Kopf gestellt, denn TinkerBell und ihre Freundinnen stellen fest, dass ihre jeweiligen Talente vertauscht wurden (siehe Figuren).

## Figuren
Zarina (Feenglanzverwalterfee) lässt sich vom blauen Feenglanz und seinen Möglichkeiten vom rechten Weg abbringen. Als eines ihrer Experimente sie in Schwierigkeiten bringt, flieht sie aus dem Tal der Feen und schließt sich einer Bande Piraten an.
James ist ein charmanter Pirat mit jeder Menge Tricks im Ärmel. Er freundet sich nach ihrer Flucht aus dem Tal der Feen mit Zarina an. Er und seine Schiffskameraden erkennen das Potential der kleinen Fee und machen sie kurzerhand zum Kapitän des Schiffes – jedoch nicht ganz uneigennützig.
TinkerBell ist eine extrem loyale Kupferkesselfee, die stets als Erste zur Stelle ist, wenn es Probleme gibt. In „Tinkerbell und die Piratenfee“ verwandelt sich Tink (kurzzeitig) in eine Wasserfee.
Rosetta, ursprünglich eine Gartenfee, muss sich plötzlich auf ganz neuem Gebiet zurechtfinden – nämlich als Tierfee mit einem Babykrokodil im Schlepptau.
Silberhauch, eigentlich eine Wasserfee, wird dank Zarina im Laufe des Films zu einer Schnell-wie-der-Blitz-Fee.
Vidia holt als Schnell-wie-der-Blitz-Fee normalerweise niemand so schnell ein. Plötzlich tritt sie als Kupferkesselfee wortwörtlich in Tinkerbells Fußstapfen.
Emily, die Tierfee, wird überraschend zur Lichterfee.
Klara wird von einer Lichterfee in eine Gartenfee verwandelt.
Oppenheimer ist der Schiffskoch der Piraten. Als kleinster Pirat an Bord lässt er sich trotzdem nichts bieten.
Bonito ist ein Pirat, der neben James und Zarina in der Takelage am Werk ist. Der riesige Spanier kann eine Harpune 100 Meter weit werfen und liebt das Nähen. Und zwar nicht nur die Segel des Schiffes, sondern auch zierliche Stickereien an den Säumen des Outfits seiner winzigen Kapitänin.
Das Babykrokodil Kroki kennt nur ein Ziel: Mama Rosetta zu lieben und zu beschützen. Denn sie war die Erste, die er nach dem Schlüpfen aus dem Ei erblickt hat.

## Synchronisation
Die deutschsprachige Synchronisation entstand bei der FFS Film- & Fernseh-Synchron nach einem Dialogbuch von Marina Köhler, die auch die Dialogregie übernahm.
| Rolle                    | Englischer Sprecher  | Deutscher Sprecher   |
| ------------------------ | -------------------- | -------------------- |
| Zarina                   | Christina Hendricks  | Yvonne Catterfeld    |
| TinkerBell               | Mae Whitman          | Gabrielle Pietermann |
| Klara (Iridessa)         | Raven-Symoné Pearman | Stephanie Kellner    |
| Emily (Fawn)             | Angela Bartys        | Shandra Schadt       |
| Silberhauch (Silvermist) | Lucy Liu             | Maren Rainer         |
| Rosetta                  | Megan Hilty          | Sabine Bohlmann      |
| Vidia                    | Pamela Adlon         | Elisabeth von Koch   |
| James Hook               | Tom Hiddleston       | Julian Manuel        |

## Rezeption
Die Deutsche Film- und Medienbewertung FBW hat dem Film das Prädikat „besonders wertvoll“ verliehen. Aus der Jury-Begründung: „Als sehr gelungen wertete die Jury, dass alle Feen ein klar konturiertes inhaltliches Profil bekamen, leicht kritische Anmerkungen gab es zur figürlichen Gestaltung dieses kleinen Ensembles. Bei aller Dramatik der Handlung kommt der Humor nicht zu kurz – sowohl in den Dialogen als auch in der Gestaltung des Geschehens. Wenn ein einäugiger Pirat ‚ein Auge auf etwas haben soll‘ oder ein Baby-Krokodil Piraten jagt, kann und soll der Zuschauer sicher nicht ernst bleiben.“

## Hintergrundinformationen
Tinkerbell und die Piratenfee ist der mittlerweile sechste Teil der Tinkerbell-Reihe der Disney Toon Studios. Die ersten fünf Teile der Reihe sind:
- Tinkerbell, erschien 2008
- Tinkerbell – Die Suche nach dem verlorenen Schatz, erschien 2009
- Tinkerbell – Ein Sommer voller Abenteuer, erschien 2010
- Die großen Feenspiele, erschien 2011
- Das Geheimnis der Feenflügel, erschien 2012

Designer Christian Siriano entwarf das Outfit der Piratenfee Zarina. Siriano ging aus der 4. Staffel der US-amerikanischen Serie Project Runway, moderiert von Heidi Klum, als Sieger hervor.
Im Jahr 2014 erschien die Fortsetzung Tinkerbell und die Legende vom Nimmerbiest.